# St. Peter und Paul (Siegen)

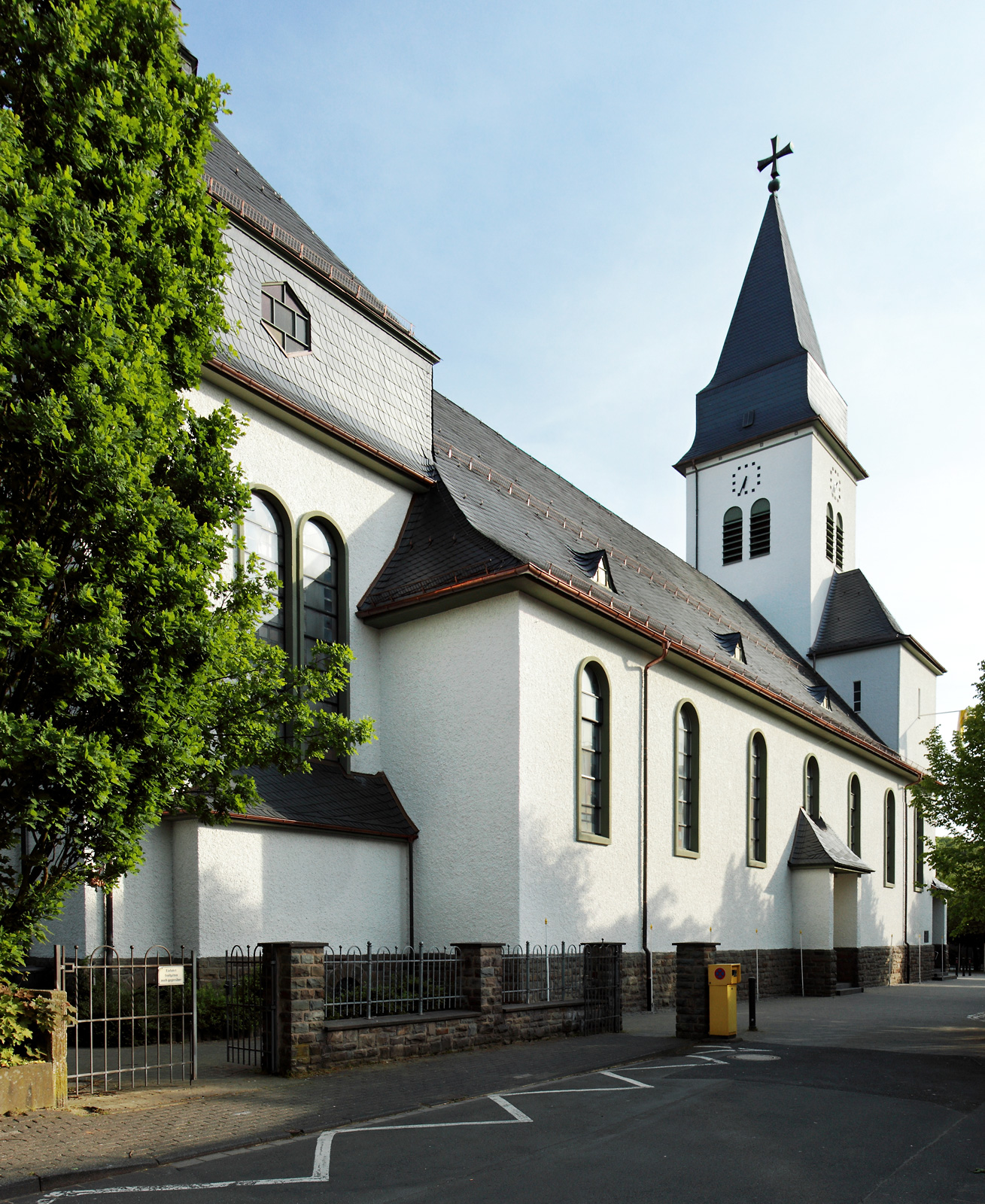
St. Peter und Paul

Die Pfarrkirche St. Peter und Paul ist eine römisch-katholische Kirche in der Stadt Siegen. 

## Die Pfarrkirche
Die zwischen Leimbachstraße und Siegerlandhalle gelegene Kirche wurde am 9. September 1937 geweiht. Das hell verputzte Gebäude zeigt romanische Formen, jedoch ohne jeden äußeren Wandschmuck. Dem Langhaus ist im Westen ein Querriegel mit Mittelturm, im Osten ein erhöhter quadratischer Chor mit Dachreiter angefügt.

## Kirchengemeinde
St. Peter und Paul ist Pfarrkirche der gleichnamigen Kirchengemeinde, die mit 5.800 Menschen katholischen Glaubens bei einem Gesamteinzugsgebiet von 24.000 Einwohnern im Pfarreigebiet die zahlenmäßig größte katholische Kirchengemeinde des Siegerlandes darstellt. Zur Pfarrei gehören auch die Filialkirchen Heilig Geist in Seelbach und St. Lukas auf dem Fischbacherberg.

## Seelsorger
Seit 2005 ist Pfarrer Ludwig Reffelmann der leitende Pfarrer der katholischen Kirchengemeinde St. Peter und Paul.
Christian Bünnigmann ist Pastor im Pastoralverbund Siegen-Süd.